# Hvítanes
Hvítanes er en færøsk bygd nord for Tórshavn, på den østlige side af Streymoy syd for 
Kaldbaksfjørður. 1974 blev Hvítanes en del af Tórshavn kommune. Bygden ligger i en lille bugt og har en lille landingsplads for småbåde. Efter at der kom en vej mellem Tórshavn og Hvítanes, er bygden næsten sammenvokset med Tórshavn. Hovedparten af indbyggerne arbejder i Tórshavn.
Eysturoyartunnilin udgår fra Hvítanes.

## Historie
Hvítanes er en niðursetubygd. Bygden blev grundlagt 1837, da seks indbyggere fra Kollafjørður bosatte sig på stedet. Det var amtmand Christian Pløyen, der i 1837 gav nogle mænd mulighed for at blive nybyggere ved Hvítanes. Nybyggerne lejede først jorden og købte den senere. Landgbrug og fiskeri var deres levebrød.
Bosættelsen er skildret i Dánjal Pauli Danielsens historiske roman Hvørt við sínar náðir (1990).
Omkring 1900 boede Færøernes eneste katolik i Hvítanes. Hun havde sit eget kapel og fik besøg af en katolsk præst fra København en gang om året.

## Galleri
- Hvítanes i 1899
- Hvítanes i 1899